# Grand Prix automobile du 70e anniversaire
GP précédent GP suivant
Le Grand Prix automobile du 70e anniversaire (Emirates Formula 1 70th Anniversary Grand Prix 2020) disputé le 9 août 2020 sur le circuit de Silverstone, est la 1023e épreuve du championnat du monde de Formule 1 courue depuis 1950. Il s'agit d'une édition unique comptant pour le championnat du monde de Formule 1, et de la cinquième manche du championnat 2020.
La pandémie de Covid-19 ayant provoqué les reports ou annulations des dix premières courses inscrites au programme, le calendrier 2020 s'est trouvé totalement chamboulé, donnant lieu à des Grands Prix à l'appellation inédite. Ainsi, le Red Bull Ring à Spielberg accueille, en ouverture de la saison, deux courses en une semaine, le Grand Prix d'Autriche le 5 juillet puis le Grand Prix de Styrie le 12.
Il en va de même pour Silverstone qui, une semaine après le Grand Prix de Grande-Bretagne, est le théâtre d'une course du championnat de Formule 1 baptisée en raison du soixante-dixième anniversaire de la première d'entre-elles disputée le 13 mai 1950 sur le même circuit. Les deux épreuves ont lieu à huis clos.
En qualifications, la hiérarchie bouge par rapport à la semaine précédente et les monoplaces se montrent moins rapides sur le tour de 5,891 km ; rien ne change toutefois quant à la domination implacable des Mercedes W11 sur le reste du plateau. Lors des dernières tentatives des dix pilotes en lice en Q3, Valtteri Bottas parvient, en 1 min 25 s 154, à battre son coéquipier Lewis Hamilton de 63 millièmes de seconde pour obtenir la treizième pole position de sa carrière, sa deuxième de la saison. Son temps est à huit dixièmes de seconde de celui réalisé en qualifications par Hamilton sept jours plus tôt. Le seul pilote à tout juste moins d'une seconde des Flèches d'Argent est Nico Hülkenberg, remplaçant au pied levé de Sergio Pérez au volant de la Racing Point RP20, qui devance Max Verstappen sur la deuxième ligne. Daniel Ricciardo, qui place sa Renault R.S.20 en troisième ligne avec le cinquième temps, est accompagné par Lance Stroll. Sur la quatrième ligne, Pierre Gasly devance Charles Leclerc qui concède une seconde et demie à Bottas, et dont le coéquipier Sebastian Vettel part douzième sans avoir réussi à s'extraire de la Q2. La cinquième ligne est composée d'Alexander Albon et Lando Norris.
Grâce à une stratégie impeccable et en évitant de faire surchauffer ses pneus comme les pilotes Mercedes, Max Verstappen met un terme à leur hégémonie dans ce championnat en remportant la neuvième victoire de sa carrière. Ayant réussi à s'extraire de la Q2 en pneus durs, il s'installe au troisième rang en déposant Nico Hülkenberg dès l'extinction des feux rouges, puis profite de ses gommes blanches pour prendre la tête de la course au quinzième tour, après les arrêts au stand de Bottas et Hamilton. Non seulement il continue en piste mais il se montre plus rapide que ses rivaux chaussés de neuf mais dont les pneus se mettent rapidement à cloquer, et creuse un écart important. Au vingt-sixième tour, il s'arrête enfin ; il ressort juste derrière Bottas, le dépasse immédiatement et conserve la tête de la course. Après seulement huit tours, le Néerlandais retourne au stand pour se débarrasser de ses pneus medium et reprendre des gommes dures, repartant derrière Hamilton qui ne peut aller au bout de la course avec un seul arrêt et doit à nouveau changer ses pneus au quarante-et-unième tour. Dès lors, Verstappen contrôle facilement les débats et s'envole vers la victoire tandis qu'Hamilton, ressorti en quatrième position, dépasse Leclerc puis son coéquipier pour prendre la deuxième place agrémentée du meilleur tour en course. Par ailleurs, le sextuple champion du monde obtient son 155e podium, atteignant le total record de Michael Schumacher. Bottas, contraint de suivre la stratégie de Verstappen sur un deuxième arrêt au trente-deuxième tour, termine troisième.
En indiquant « Plan C, plan C ! » à ses ingénieurs, Charles Leclerc les convainc d'effectuer une course à un seul arrêt, bouclant les trente-quatre derniers tours avec le même train de pneus durs. Cela lui vaut de rouler en troisième position à dix tours de l'arrivée et même de se rapprocher de Bottas. Il ne peut néanmoins rien faire face au retour d'Hamilton dans les dernières boucles et finit en quatrième position. Nico Hülkenberg effectue un troisième arrêt en fin de course et laisse la cinquième place à Alexander Albon, auteur d'une belle remontée, et la sixième à Lance Stroll. Parti de loin, Esteban Ocon se fraye un chemin vers la huitième place en n'effectuant lui aussi qu'un seul arrêt ; il passe la ligne d'arrivée devant Lando Norris et Daniil Kvyat. Toujours en délicatesse avec sa SF1000, Sebastian Vettel part en tête-à-queue dans le premier tour et achève l'épreuve au douzième rang.
Au championnat du monde, Lewis Hamilton mène toujours largement les débats avec 107 points tandis que Max Verstappen, à 30 unités (77 points), subtilise la deuxième place à Valtteri Bottas (73 points). Charles Leclerc (45 points) remonte au quatrième rang, dépassant Lando Norris (38 points) talonné par Alexander Albon (36 points), alors que Lance Stroll s'installe à la septième place (28 points) devant son coéquipier absent Sergio Pérez (22 points) ; son remplaçant Nico Hülkenberg marque 6 points et occupe la 14e place du classement. Chez les constructeurs, Mercedes totalise désormais 180 points et devance Red Bull (113 points), Ferrari (55 points), McLaren (53 points), Racing Point (41 points) et Renault, sixième avec 36 points. Williams reste la seule écurie à ne pas avoir marqué.

## Contexte avant le Grand Prix

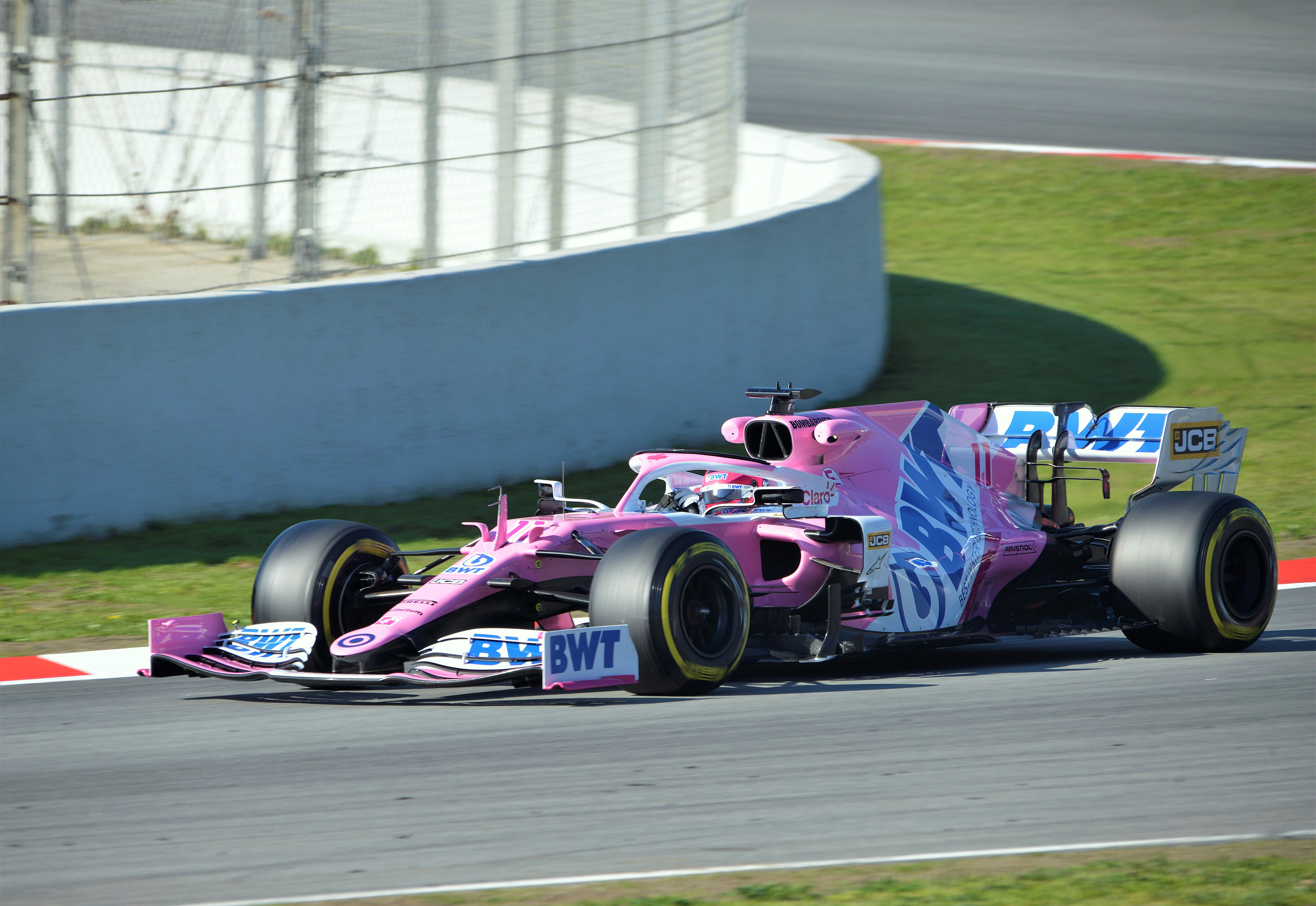
La Racing Point RP20 déclarée illégale lors de trois Grands Prix de la saison 2020.

Les Racing Point RP20, surnommées les « Mercedes roses » en raison de leur forte ressemblance avec la Mercedes W10 championne du monde en 2019, ont provoqué une réclamation de l'écurie Renault, portant spécifiquement sur les écopes de freins qui, selon le règlement technique, doivent être conçues et usinées par le constructeur qui engage la voiture dans le championnat. En marge de ce Grand Prix, le 7 août, les commissaires de la FIA acceptent la réclamation de Renault, estimant que Mercedes est bien le concepteur initial de ces écopes et que Racing Point était en violation des règles de conception de la Formule 1 pour la saison 2020,.
En conséquence, ils retirent quinze points à l'écurie de Lawrence Stroll (Racing Point en avait marqué 14 au Grand Prix de Styrie) et lui infligent une amende de 400 000 euros (200 000 euros par voiture non-conforme au Grand Prix de Styrie). Pour les courses en Hongrie et en Grande-Bretagne, pour lesquelles une protestation a également été faite (Racing Point ayant continué à utiliser ces écopes), l'équipe ne reçoit qu'une réprimande.
Racing Point, tout comme Renault, pouvait faire appel de ce jugement jusqu'au 8 août 10 h 30,.
Cyril Abiteboul, le directeur de Renault, s'insurge que la sanction n'empêche pas Racing Point d’utiliser la RP20 dans sa configuration actuelle et explique vouloir faire appel : « Je peux confirmer que nous réfléchissons à faire appel. Dans ce cas particulier, compte-tenu de la complexité, nous avons 24 heures pour le faire et 96 heures pour le confirmer. Donc compte-tenu de la complexité, nous devons balancer prudemment les intérêts du sport et aussi la logique de la sanction et nous verrons ensuite si nous faisons appel ou non, ce n’est pas évident selon la décision. Il y a une discussion très spécifique et ciblée et les réclamations sont en relation avec une partie de la voiture, ses écopes de freins avant et arrière. Nous sommes satisfaits que les commissaires de la FIA aient confirmé que certaines pièces étaient en infraction avec le règlement sportif. »

## Pneus disponibles
| Pneus pour piste sèche | Pneus pour piste sèche | Pneus pour piste sèche | Pneus pluie    | Pneus pluie |
| ---------------------- | ---------------------- | ---------------------- | -------------- | ----------- |
| Durs (Type C2)         | Médiums (Type C3)      | Tendres (Type C4)      | Intermédiaires | Pluie       |

Contrairement aux Grands Prix d'Autriche et de Styrie sur le circuit de Spielberg, la composition des pneus diffère pour ce second Grand Prix consécutif sur le circuit de Silverstone avec une composition plus tendre (de C2 à C4).

## Essais libres

### Première séance, le vendredi de 10 h à 11 h 30
| Pos. | Pilote          | Voiture                   | Chrono         | Écart     |
| ---- | --------------- | ------------------------- | -------------- | --------- |
| 1    | Valtteri Bottas | Mercedes                  | 1 min 26 s 166 |           |
| 2    | Lewis Hamilton  | Mercedes                  | 1 min 26 s 304 | + 0 s 138 |
| 3    | Max Verstappen  | Red Bull-Honda            | 1 min 26 s 893 | + 0 s 727 |
| 4    | Nico Hülkenberg | Racing Point-BWT Mercedes | 1 min 26 s 942 | + 0 s 776 |
| 5    | Charles Leclerc | Ferrari                   | 1 min 27 s 062 | + 0 s 896 |
| 6    | Alexander Albon | Red Bull-Honda            | 1 min 27 s 280 | + 1 s 114 |

- Pour la troisième fois cette saison après les Grands Prix de Styrie et de Hongrie, Robert Kubica participe à cette première séance d'essais libres au volant de l'Alfa Romeo C39 en remplacement d'Antonio Giovinazzi[7].
- Nico Hülkenberg remplace Sergio Pérez, toujours en quarantaine après avoir été à nouveau testé et déclaré positif au Covid-19, pour une deuxième course avec Racing Point[8].

### Deuxième séance, le vendredi de 14 h à 15 h 30
| Pos. | Pilote           | Voiture                   | Chrono         | Écart     |
| ---- | ---------------- | ------------------------- | -------------- | --------- |
| 1    | Lewis Hamilton   | Mercedes                  | 1 min 25 s 606 |           |
| 2    | Valtteri Bottas  | Mercedes                  | 1 min 25 s 782 | + 0 s 176 |
| 3    | Daniel Ricciardo | Renault                   | 1 min 26 s 421 | + 0 s 815 |
| 4    | Max Verstappen   | Red Bull-Honda            | 1 min 26 s 437 | + 0 s 831 |
| 5    | Lance Stroll     | Racing Point-BWT Mercedes | 1 min 26 s 501 | + 0 s 895 |
| 6    | Nico Hülkenberg  | Racing Point-BWT Mercedes | 1 min 26 s 746 | + 1 s 140 |

### Troisième séance, le samedi de 11 h à 12 h
| Pos. | Pilote          | Voiture                   | Chrono         | Écart     |
| ---- | --------------- | ------------------------- | -------------- | --------- |
| 1    | Lewis Hamilton  | Mercedes                  | 1 min 26 s 621 |           |
| 2    | Valtteri Bottas | Mercedes                  | 1 min 26 s 784 | + 0 s 163 |
| 3    | Lando Norris    | McLaren-Renault           | 1 min 27 s 202 | + 0 s 581 |
| 4    | Nico Hülkenberg | Racing Point-BWT Mercedes | 1 min 27 s 256 | + 0 s 635 |
| 5    | Lance Stroll    | Racing Point-BWT Mercedes | 1 min 27 s 263 | + 0 s 642 |
| 6    | Charles Leclerc | Ferrari                   | 1 min 27 s 328 | + 0 s 707 |

## Séance de qualifications

### Résultats des qualifications
| Pos.                                                                                      | Pilote             | Écurie                    | Qualifications 1 | Qualifications 2 | Qualifications 3 |
| ----------------------------------------------------------------------------------------- | ------------------ | ------------------------- | ---------------- | ---------------- | ---------------- |
| 1                                                                                         | Valtteri Bottas    | Mercedes                  | 1 min 26 s 738   | 1 min 25 s 785   | 1 min 25 s 154   |
| 2                                                                                         | Lewis Hamilton     | Mercedes                  | 1 min 26 s 818   | 1 min 26 s 266   | 1 min 25 s 217   |
| 3                                                                                         | Nico Hülkenberg    | Racing Point-BWT Mercedes | 1 min 27 s 279   | 1 min 26 s 261   | 1 min 26 s 082   |
| 4                                                                                         | Max Verstappen     | Red Bull-Honda            | 1 min 27 s 154   | 1 min 26 s 779   | 1 min 26 s 176   |
| 5                                                                                         | Daniel Ricciardo   | Renault                   | 1 min 27 s 442   | 1 min 26 s 636   | 1 min 26 s 297   |
| 6                                                                                         | Lance Stroll       | Racing Point-BWT Mercedes | 1 min 27 s 187   | 1 min 26 s 674   | 1 min 26 s 428   |
| 7                                                                                         | Pierre Gasly       | AlphaTauri-Honda          | 1 min 27 s 154   | 1 min 26 s 523   | 1 min 26 s 534   |
| 8                                                                                         | Charles Leclerc    | Ferrari                   | 1 min 27 s 427   | 1 min 26 s 709   | 1 min 26 s 614   |
| 9                                                                                         | Alexander Albon    | Red Bull-Honda            | 1 min 27 s 153   | 1 min 26 s 642   | 1 min 26 s 669   |
| 10                                                                                        | Lando Norris       | McLaren-Renault           | 1 min 27 s 217   | 1 min 26 s 885   | 1 min 26 s 778   |
| 11                                                                                        | Esteban Ocon       | Renault                   | 1 min 27 s 278   | 1 min 27 s 011   |                  |
| 12                                                                                        | Sebastian Vettel   | Ferrari                   | 1 min 27 s 612   | 1 min 27 s 078   |                  |
| 13                                                                                        | Carlos Sainz Jr.   | McLaren-Renault           | 1 min 27 s 450   | 1 min 27 s 083   |                  |
| 14                                                                                        | Romain Grosjean    | Haas-Ferrari              | 1 min 27 s 519   | 1 min 27 s 254   |                  |
| 15                                                                                        | George Russell     | Williams-Mercedes         | 1 min 27 s 757   | 1 min 27 s 455   |                  |
| 16                                                                                        | Daniil Kvyat       | AlphaTauri-Honda          | 1 min 27 s 882   |                  |                  |
| 17                                                                                        | Kevin Magnussen    | Haas-Ferrari              | 1 min 28 s 236   |                  |                  |
| 18                                                                                        | Nicholas Latifi    | Williams-Mercedes         | 1 min 28 s 430   |                  |                  |
| 19                                                                                        | Antonio Giovinazzi | Alfa Romeo-Ferrari        | 1 min 28 s 433   |                  |                  |
| 20                                                                                        | Kimi Räikkönen     | Alfa Romeo-Ferrari        | 1 min 28 s 493   |                  |                  |
| Temps minimal à réaliser pour la qualification : 1 min 32 s 810 (107 % de 1 min 26 s 738) |                    |                           |                  |                  |                  |

### Grille de départ
- Esteban Ocon, auteur du onzième temps, est pénalisé d'un recul de trois places sur la grille pour avoir gêné George Russell lors de son tour rapide en Q1 ; il s'élance de la quatorzième place, ce qui permet à Sebastian Vettel, Carlos Sainz Jr. et Romain Grosjean de remontrer d'une place sur la grille[12].

## Course

### Classement de la course
| Pos. | no | Pilote             | Écurie                    | Tours | Temps/Abandon                                                             | Grille | Points |
| ---- | -- | ------------------ | ------------------------- | ----- | ------------------------------------------------------------------------- | ------ | ------ |
| 1    | 33 | Max Verstappen     | Red Bull-Honda            | 52    | 1 h 19 min 41 s 993 (230,614 km/h)                                        | 4      | 25     |
| 2    | 44 | Lewis Hamilton     | Mercedes                  | 52    | + 11 s 326                                                                | 2      | 18 + 1 |
| 3    | 77 | Valtteri Bottas    | Mercedes                  | 52    | + 19 s 231                                                                | 1      | 15     |
| 4    | 16 | Charles Leclerc    | Ferrari                   | 52    | + 29 s 289                                                                | 8      | 12     |
| 5    | 23 | Alexander Albon    | Red Bull-Honda            | 52    | + 39 s 146                                                                | 9      | 10     |
| 6    | 18 | Lance Stroll       | Racing Point-BWT Mercedes | 52    | + 42 s 538                                                                | 6      | 8      |
| 7    | 27 | Nico Hülkenberg    | Racing Point-BWT Mercedes | 52    | + 55 s 951                                                                | 3      | 6      |
| 8    | 31 | Esteban Ocon       | Renault                   | 52    | + 1 min 04 s 773                                                          | 14     | 4      |
| 9    | 4  | Lando Norris       | McLaren-Renault           | 52    | + 1 min 05 s 544                                                          | 10     | 2      |
| 10   | 26 | Daniil Kvyat       | AlphaTauri-Honda          | 52    | + 1 min 09 s 669                                                          | 16     | 1      |
| 11   | 10 | Pierre Gasly       | AlphaTauri-Honda          | 52    | + 1 min 10 s 642                                                          | 7      |        |
| 12   | 5  | Sebastian Vettel   | Ferrari                   | 52    | + 1 min 13 s 370                                                          | 11     |        |
| 13   | 55 | Carlos Sainz Jr.   | McLaren-Renault           | 52    | + 1 min 14 s 070                                                          | 12     |        |
| 14   | 3  | Daniel Ricciardo   | Renault                   | 51    | + 1 tour                                                                  | 5      |        |
| 15   | 7  | Kimi Räikkönen     | Alfa Romeo-Ferrari        | 51    | + 1 tour                                                                  | 20     |        |
| 16   | 8  | Romain Grosjean    | Haas-Ferrari              | 51    | + 1 tour                                                                  | 13     |        |
| 17   | 99 | Antonio Giovinazzi | Alfa Romeo-Ferrari        | 51    | + 1 tour                                                                  | 19     |        |
| 18   | 63 | George Russell     | Williams-Mercedes         | 51    | + 1 tour                                                                  | 15     |        |
| 19   | 6  | Nicholas Latifi    | Williams-Mercedes         | 51    | + 1 tour                                                                  | 18     |        |
| Abd. | 20 | Kevin Magnussen    | Haas-Ferrari              | 43    | Vibrations dues aux pneumatiques (+ pénalité de 5 secondes non effectuée) | 17     |        |

### Pole position et record du tour
- Pole position :  Valtteri Bottas (Mercedes) en 1 min 25 s 154 (249,050 km/h)[14].
- Meilleur tour en course :  Lewis Hamilton (Mercedes) en 1 min 28 s 451 (239,767 km/h) au quarante-troisième tour ; deuxième de la course, il remporte le point bonus associé au meilleur tour en course[15].

### Tours en tête
- Max Verstappen (Red Bull-Honda) : 29 tours (15-32 / 42-52)[16]
- Valtteri Bottas (Mercedes) : 13 tours (1-13)
- Lewis Hamilton (Mercedes) : 10 tours (14 / 33-41)

## Classements généraux à l'issue de la course
| Pos. | Pilote             | Écurie                    | Points |
| ---- | ------------------ | ------------------------- | ------ |
| 1    | Lewis Hamilton     | Mercedes                  | 107    |
| 2    | Max Verstappen     | Red Bull-Honda            | 77     |
| 3    | Valtteri Bottas    | Mercedes                  | 73     |
| 4    | Charles Leclerc    | Ferrari                   | 45     |
| 5    | Lando Norris       | McLaren-Renault           | 38     |
| 6    | Alexander Albon    | Red Bull-Honda            | 36     |
| 7    | Lance Stroll       | Racing Point-BWT Mercedes | 28     |
| 8    | Sergio Pérez       | Racing Point-BWT Mercedes | 22     |
| 9    | Daniel Ricciardo   | Renault                   | 20     |
| 10   | Esteban Ocon       | Renault                   | 16     |
| 11   | Carlos Sainz Jr.   | McLaren-Renault           | 15     |
| 12   | Pierre Gasly       | AlphaTauri-Honda          | 12     |
| 13   | Sebastian Vettel   | Ferrari                   | 10     |
| 14   | Nico Hülkenberg    | Racing Point-BWT Mercedes | 6      |
| 15   | Antonio Giovinazzi | Alfa Romeo-Ferrari        | 2      |
| 16   | Daniil Kvyat       | AlphaTauri-Honda          | 2      |
| 17   | Kevin Magnussen    | Haas-Ferrari              | 1      |

| Pos. | Écurie                    | Points |
| ---- | ------------------------- | ------ |
| 1    | Mercedes                  | 180    |
| 2    | Red Bull-Honda            | 113    |
| 3    | Ferrari                   | 55     |
| 4    | McLaren-Renault           | 53     |
| 5    | Racing Point-BWT Mercedes | 41     |
| 6    | Renault                   | 36     |
| 7    | AlphaTauri-Honda          | 14     |
| 8    | Alfa Romeo-Ferrari        | 2      |
| 9    | Haas-Ferrari              | 1      |

## Statistiques
Le Grand Prix du 70e anniversaire représente :
- la 13e pole position de Valtteri Bottas, sa deuxième de la saison[20] ;
- la 9e victoire de Max Verstappen, sa première de la saison[21] ;
- la 63e victoire de Red Bull Racing[22] ;
- la 76e victoire de Honda en tant que motoriste[23].

Au cours de ce Grand Prix :
- En obtenant son 155e podium, Lewis Hamilton égale le record de Michael Schumacher[24] ;
- Avec 16 845 tours en course, Kimi Räikkönen devient le pilote ayant parcouru le plus de tours en Formule 1 ; il bat le record de Michael Schumacher qui était de 16 825 tours[25] ;
- Max Verstappen est élu « Pilote du jour » à l'issue d'un vote organisé sur le site officiel de la Formule 1[26] ;
- Alors que Max Verstappen suit Bottas et Hamilton de près dans les premiers tours, il reçoit un message du stand : « Max, je crois que tu les colles d'un peu trop près pour tes pneus à ce stade de la course, tu devrais t'écarter ! », ce qui appelle cette réponse : « Mec, c'est ma seule chance d'être proche des Mercedes, je ne vais pas rester assis là comme une grand-mère ! ». La suite de la course lui donne raison[27]. Puis, à un tour de l'arrivée, victoire en poche, il dit à ses ingénieurs : « vous êtes vous bien hydratés durant la course ? vous devez avoir les mains moites, alors n'oubliez pas de les désinfecter ! »[28].
- Vitantonio Liuzzi (80 départs en Grands Prix entre 2005 et 2011, 26 points inscrits) est nommé conseiller par la FIA pour aider dans leurs jugements le groupe des commissaires de course[29].

## Note
1. ↑  Le 7 août, la FIA annonce que Racing Point écope d’une amende de 400 000 euros et perd 15 points au championnat du monde des constructeurs en raison d'écopes de freins illégales car conçues par Mercedes. Cette sanction s'applique uniquement en rapport avec le Grand Prix de Styrie et ne concerne pas les résultats des pilotes[19].